# Springfield (Queensland)
Springfield es un suburbio en la ciudad de Ipswich, Queensland, Australia.

## Historia
Springfield fue construido como parte de Greater Springfield, la comunidad planificada por maestros más grande de Australia.

## Educación
El Springfield Anglican College se estableció en el suburbio en 1998.
En Springfield también se encuentra el Woodcrest State College, un instituto de enseñanza media, que imparte clases hasta el duodécimo curso.

## Transporte
Springfield está conectada a Brisbane por la Centenary Highway y por el ferrocarril de Springfield.